# عمر غودينغ
عمر غودينغ (بالإنجليزية: Omar Gooding)‏ مواليد 19 أكتوبر 1976 في لوس أنجلوس، هو ممثل أمريكي بدأ مسيرته الفنية سنة 1989.

## الأعمال
- شبح أبي
- غريز أناتومي

## روابط خارجية
- عمر غودينغ على موقع IMDb (الإنجليزية)
- عمر غودينغ على موقع ألو سيني (الفرنسية)
- عمر غودينغ على موقع ميوزك برينز (الإنجليزية)
- عمر غودينغ على موقع أول موفي (الإنجليزية)
- عمر غودينغ على موقع إن إن دي بي (الإنجليزية)
- عمر غودينغ على موقع ديسكوغز (الإنجليزية)
- عمر غودينغ على موقع قاعدة بيانات الفيلم (الإنجليزية)
- عمر غودينغ على موقع كينوبويسك (الروسية)